# NGC 1423
NGC 1423 ist eine Balken-Spiralgalaxie mit aktivem Galaxienkern vom Hubble-Typ SBbc im Sternbild Eridanus am Südsternhimmel. Sie ist schätzungsweise 282 Millionen Lichtjahre von der Milchstraße entfernt und hat einen Durchmesser von etwa 75.000 Lichtjahren. 
Die Typ-II-Supernova SN 2005gm wurde hier beobachtet.
Das Objekt wurde am 31. Oktober 1886 von Lewis Swift entdeckt.